# 村祖俊一
村祖 俊一（むらそ しゅんいち）は、日本の漫画家。東京都新宿区出身。別ペンネームに如月次郎、鳴神俊。70年代から80年代のエロ劇画界を代表する漫画家のひとり。

## 略歴
1945年2月、東京都新宿区に生まれる。1968年、如月次郎名義の『サブと青い神殿』（曙出版）で貸本漫画家デビュー。
如月次郎、鳴神俊のペンネームで『週刊少年ジャンプ』、『少年画報』、『ビッグコミック』といった雑誌に読み切り作品を描き、1971年、小池一雄原作の『モバック』を『週刊少年マガジン』で連載する。
その後は成年向けの漫画に転向。『エロジェニカ』『大快楽』等のエロ劇画誌を舞台に、主に村祖俊一の名で活躍する。

## 作品リスト
- 悪魔のアイドル（「鳴神俊」名義）
- 天使の肢体
- 劇画イースター島の謎
- 娼婦マリー・第一部
- 美少女地獄
- 娼婦マリー・第二部
- エロス暴走
- 悶絶ロリータ
- 少女妖美館
- 少女・白い館
- 少女夢地獄
- 少女・みだら夢
- 鏡の国の美少女
- 美少女幻夢館
- 少女・蒼い時
- 少女夢恋人S
- 少女の花園
- 少女人形
- 少女夢芝居
- 少女夢待草
- 少女・紅い花
- あたし、たんぽぽ
- たんぽぽ、花と夢
- 闇をめくる少女
- 闇をめくる少女Ⅱ
- 美しき生贄
- すみれ伝説
- 通り魔
- -妖精伝説-めまいの闇
- 少女の季節
- 花恋鬼（「光野果南」名義）
- マンガ今昔物語（「こうのかなん」名義）
- 地図に残った人生 間宮林蔵 その数奇な運命（シナリオ・「こうのかなん」名義）